# 톈니

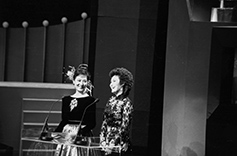

염니(恬妮, 톈니, 념니, 본명은 주은영(朱隱英, 주인잉), 영문명은 Tanny Tien, 1948년 1월 1일 ~ )는 중화민국에서 출생한 중화인민공화국 홍콩 특별행정구의 여성 영화배우이다.

## 생애
중화민국 타이완 성 타이베이에서 출생하여 지난날 한때 중화민국 장쑤성 쑤저우에서 잠시 유아기를 보낸 적이 있는 그녀는 1964년 중화민국의 텔레비전 드라마에서 연기자 첫 데뷔하였으며 1968년 중화민국 영화 《홍의협녀(紅衣俠女)》로 영화배우 데뷔하였다.
1969년 홍콩 영화 《설랑(雪娘)》에 출연하면서부터 홍콩 영화에 진출하였다.
배우자는 영화배우 겸 텔레비전 연기자 웨화(岳華)이다. 1975년 웨화(岳華)와 결혼하여 홍콩에 귀화하였다.